# Eudyptes
Eudyptes es un género de aves esfenisciformes de la familia Spheniscidae. Contiene siete especies de pingüinos que son conocidos como pingüinos crestados.
Es el género de pingüinos más abundante, tanto en número de especies como en individuos.

## Clasificación
Orden Sphenisciformes
- Familia Spheniscidae
  - Eudyptes chrysocome, pingüino saltarrocas austral o pingüino de penacho amarillo austral.
  - Eudyptes moseleyi, pingüino saltarrocas norteño o pingüino de penacho amarillo norteño.
  - Eudyptes pachyrhynchus, pingüino de Fiordland o de Nueva Zelanda.
  - Eudyptes robustus, pingüino de las Snares.
  - Eudyptes schlegeli, pingüino de Schlegel, real o de cara blanca.
  - Eudyptes sclateri, pingüino de Sclater o de las antípodas.
  - Eudyptes chrysolophus, pingüino macaroni, pingüino de penacho anaranjado o de frente dorada.
  - Eudyptes calauina † (fósil), pingüino crestado de Horcón, Plioceno de Horcón, Chile.

Los nombres en negrita son los recomendados por SEO/BirdLife.